# Elecciones parlamentarias de Israel de 1973
Las elecciones para el octavo Knesset se celebraron el 31 de diciembre de 1973. La participación de los votantes fue del 78,6%. La elección se pospuso durante dos meses debido a la guerra de Yom Kippur.
Ryeh Eliav dejó el Alineamiento y se fusionó con Ratz para formar Ya'ad - Movimiento por los Derechos Civiles. Más tarde, el nuevo partido se disolvió cuando Eliav y Marcia Freedman partieron para establecer la Facción Socialista Independiente, mientras que Shulamit Aloni y Boaz Moav regresaron a Ratz. Hillel Seidel desertó de los liberales independientes al Likud. El Frente Religioso de la Torá se dividió en Agudat Israel (tres asientos) y Poalei Agudat Israel (dos asientos). Progreso y desarrollo y la Lista árabe para beduinos y aldeanos se fusionaron en el Alineamiento (con la que ya estaban asociados) antes de separarse para formar la Lista Árabe Unida. Mordejai Ben-Porat se separó del Alineamiento y siguió siendo un único MK. Mapam se separó del Alineamiento, pero se reincorporó poco después.
Golda Meir del Alineamiento formó el decimosexto gobierno el 10 de marzo de 1974, incluido el Partido Nacional Religioso y los Liberales Independientes en su coalición, con 22 ministros. Meir renunció el 11 de abril de 1974 después de que la Comisión de Agranat publicara su informe provisional sobre la guerra de Yom Kippur.
Yitzhak Rabin formó el decimoséptimo gobierno el 3 de junio de 1974, incluyendo a Ratz, los Liberales Independientes, el Progreso y el Desarrollo y la Lista Árabe para Beduinos y Aldeanos. El nuevo gobierno tenía 19 ministros. El Partido Religioso Nacional se unió a la coalición el 30 de octubre y Ratz se fue el 6 de noviembre, momento en el que había 21 ministros.
El gobierno renunció el 22 de diciembre de 1976, después de que los ministros del Partido Religioso Nacional fueran despedidos porque el partido se había abstenido de votar en una moción de no confianza, que había sido presentada por Agudat Israel por una violación del sábado en una base de la Fuerza Aérea Israelí.

## Resultados
|  | 39.6 % |

|  | 30.2 % |

|  | 8.3 % |

|  | 3.8 % |

|  | 3.6 % |

|  | 3.4 % |

|  | 2.2 % |

|  | 1.4 % |

|  | 1.4 % |

|  | 1.0 % |

|  | 0.9 % |

|  | 0.8 % |

|  | 0.7 % |

|  | 0.7 % |

|  | 0.6 % |

|  | 0.4 % |

|  | 0.3 % |

|  | 0.2 % |

|  | 0.2 % |

|  | 0.1 % |

|  | 0.1 % |

|  | 97.9 % |

|  | 2.1 % |

|  | 100.00 % |

|  | 78.6 % |

1: Herut se unió a la Lista Nacional, el Centro Libre y la Lista de la Tierra de Israel para formar Likud. Para la variante de escaños se tomó la unión de los escaños de cada partido.
2: Unión entre Agudat Yisrael y Poalei Agudat Yisrael, que se presentaron separados en la elección anterior. Para la variante de escaños se tomó la unión de los escaños de cada partido.

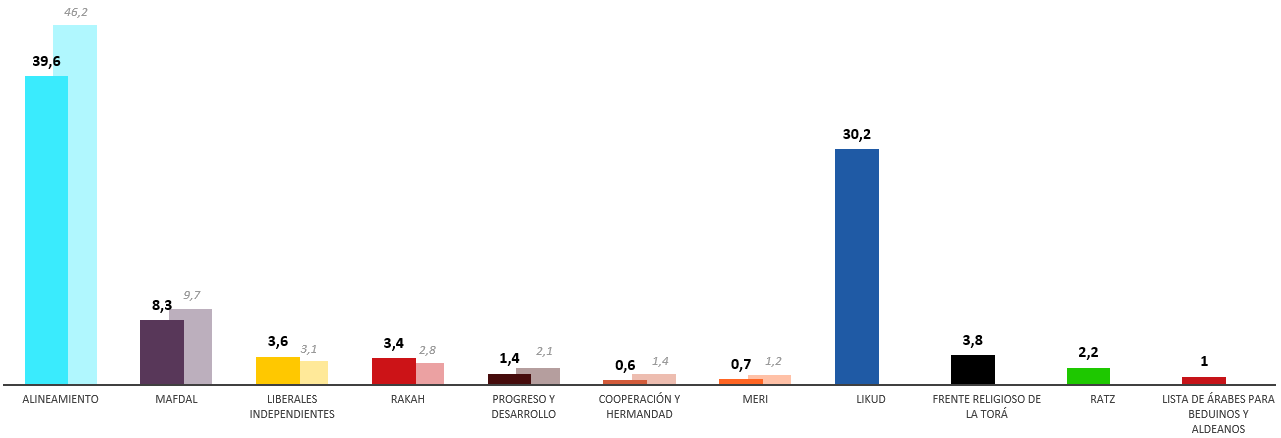
Resultados por partido en relación con las elecciones de 1969